# Materia fuertemente simétrica
Se denomina materia fuertemente simétrica a uno de los posibles estados de la materia, en este caso de carácter teórico, predicho por la supersimétria y la teoría de cuerdas.
De acuerdo a las teorías de la supersimetría sería esta la materia existente hasta 10E-36 segundos después del Big Bang, dentro del período llamado "Época de Planck".
En ese momento, la densidad de energía del universo era tan grande que las cuatro fuerzas de la naturaleza (fuerte, débil, electromagnética y gravitacional) permanecían unificadas en una sola fuerza. 
A medida que el universo se expandía, la temperatura y la densidad cayó y se rompió la interacción nuclear fuerte, un proceso llamado rompimiento de simetría.